# 5A trolibusz (Debrecen)
A debreceni 5A jelzésű trolibusz a Segner tér – Nagyállomás – Dobozi lakótelep – Kassai út útvonalon közlekedik. Útvonala hasonló, mint az 5-ös trolibuszé, annyiban tér el, hogy csak a Kassai útig közlekedik, nem érintve a Köztemetőt.
Eredetileg 2A volt a viszonylatjelzése. 2014. február 26-án elindult a 2-es villamos, a félreértések elkerülése érdekében átszámozták 5A jelzésre.

## Útvonala
| Kassai út felé | Segner tér felé |
| --- | --- |
| Segner tér vá. – Nyugati utca – Külsővásártér – Erzsébet utca – Petőfi tér – Wesselényi utca – Hajnal utca – Munkácsy Mihály utca – Víztorony utca – Ótemető utca – Rakovszky Dániel utca – Kassai út vá. | Kassai út vá. – Rakovszky Dániel utca – Hajnal utca – Wesselényi utca – Petőfi tér – Erzsébet utca – Külsővásártér – Nyugati utca – Segner tér vá. |

## Megállóhelyei
| 0  | Segner tér végállomás           | 18 | 3, 3A, 4 10, 10A, 10Y, 11, 13, 14, 17, 17A, 24, 24Y, 25, 25Y, 33, 33E, 33Y, 34, 35, 35E, 35Y, 36, 42, 42A, 45, 46, 46E, 46EY, 46H, 46Y, 49, 49D, 49Y, 125, 125Y, 146, A1 Helyközi buszok                                                    |
| 2  | Mechwart András Szakközépiskola | 17 | 3, 3A, 4 10, 10A, 10Y, 14, 19, 25, 25Y, 34, 35, 35Y, 36, 41, 41Y, 42, 42A, 45, 46, 46E, 46EY, 46H, 46Y, 49, 49D, 49Y, 125, 125Y, 146, A1 Helyközi buszok                                                                                    |
| 3  | Mentőállomás                    | 16 | 10, 10A, 10Y, 39, 46, 46H, 46Y, 49, 49D, 49Y, 146 |
| 4  | MÁV-rendelő                     | 15 | 10, 10A, 10Y, 30, 30A, 39, 46, 46H, 46Y, 49, 49D, 49Y, 146 Helyközi buszok |
| 5  | Nagyállomás                     | 13 | 1, 2 10, 10A, 10Y, 14, 14I, 16, 18, 18Y, 21, 30, 30A, 30I, 30N, 37, 39, 39X, 42, 42A, 43, 44, 46, 46E, 46EY, 46H, 46Y, 47, 47Y, 48, 49, 49A, 49D, 49Y, 146, A1, Airport1 Helyközi buszok S506 sebesvonat, gyorsvonat, IC, EC, expresszvonat |
| 7  | Wesselényi utca                 | 11 | 14I, 16, 21, 30, 30A, 30N, 37, 43, A1 Helyközi buszok |
| 9  | Hajnal utca                     | 10 | 14I, 15, 15Y, 16, 21, 30, 30A, 30N, 37, 43, A1 Helyközi buszok |
| ∫  | Benedek Elek tér                | 8  | 4 16, 21 |
| 11 | Munkácsy Mihály utca            | ∫  | 4 19, 43 |
| 12 | Dobozi lakótelep                | ∫  | 4 19, 43 |
| 13 | Brassai Sámuel Szakközépiskola  | ∫  | 4 19, 43 |
| 14 | Ótemető utca                    | ∫  | 4 43 |
| 16 | Árpád tér                       | 6  | 3, 3A 11, 16, 22, 22Y, 24, 24Y Helyközi buszok |
| 17 | Laktanya utca                   | 4  | 3, 3A 11, 16, 22, 22Y, 24, 24Y |
| 18 | Főnix Csarnok                   | 3  | 3, 3A 16, 22, 22Y, 23, 23Y, 24, 24Y, 51E |
| 20 | Kemény Zsigmond utca            | 2  | 3, 3A 22, 22Y, 24, 24Y |
| 20 | Kassai út végállomás            | 0  | 3, 3A 22, 22Y, 24, 24Y Helyközi buszok |

### Pontos indulási idők
- Hivatalos menetrend
- Egyszerűsített menetrend
- Összevont menetrend a 3-as trolikkal